# 東京都医師会
公益社団法人東京都医師会（こうえきしゃだんほうじんとうきょうといしかい、英称 Tokyo Medical Association）は、東京都知事所管の東京都の医師を会員とする公益法人。東京都を区域とし、特別区、市、郡の地区医師会、その他の医師会及び大学医師会の会員をもって組織されている。日本医師会及び郡市区等医師会との連携のもと、医道を昂揚し、医学技術の発達普及と公衆衛生の向上を図り、もって社会の福祉を増進することを目的とする。東京都リハビリテーション病院の管理運営を行っている。出典

## 本部所在地
- 東京都千代田区神田駿河台2-5 東京都医師会館

## 役員
- 会長：尾﨑治夫
- 副会長：平川博之
- 副会長：蓮沼剛
- 副会長：土谷明男
- 理事：落合和彦
- 理事：小林弘幸
- 理事：目々澤肇
- 理事：鳥居明
- 理事：新井悟
- 理事：西田伸一
- 理事：川上一恵
- 理事：広瀨知江子
- 理事：佐々木聡
- 理事：水野重樹
- 理事：市川菊乃
- 理事：大坪由里子
- 理事：増田幹夫
- 理事：小平祐造
- 理事：荘司輝昭
- 監事：齋藤寛和
- 監事：稲葉貴子

2023年（令年）6月18日現在

## 東京都地区医師会

### 都立病院医師会
- 都立病院医師会

### 大学医師会
- 東京大学医師会（一般社団法人）
- 慶應医師会（一般社団法人）
- 慈恵医師会
- 日本大学医師会（一般社団法人）
- 日本医科大学医師会（一般社団法人）
- 東京医科大学医師会
- 女子医大医師会
- 東京医科歯科大学医師会
- 昭和大学医師会
- 帝京大学医師会
- 順天堂大学医師会
- 東邦大学医師会

（杏林大学には大学医師会が存在しないため、杏林大学所属の医師は地区医師会である三鷹市医師会に所属している。）

### 地区医師会
- 千代田区医師会（一般社団法人）
- 神田医師会（公益社団法人）
- 中央区医師会（公益社団法人）
- 日本橋医師会（公益社団法人）
- 港区医師会（一般社団法人）
- 文京区医師会（一般社団法人）
- 小石川医師会（一般社団法人）
- 下谷医師会（一般社団法人）
- 浅草医師会（公益社団法人）
- 墨田区医師会（公益社団法人）
- 江東区医師会（公益社団法人）
- 荒川区医師会（一般社団法人）
- 足立区医師会（一般社団法人）
- 葛飾区医師会（一般社団法人）
- 江戸川区医師会（一般社団法人）
- 新宿区医師会（一般社団法人）
- 目黒区医師会（一般社団法人）
- 世田谷区医師会（一般社団法人）
- 玉川医師会（一般社団法人）
- 渋谷区医師会（一般社団法人）
- 中野区医師会（一般社団法人）
- 杉並区医師会（一般社団法人）
- 品川区医師会（一般社団法人）
- 荏原医師会（一般社団法人）
- 大森医師会（一般社団法人）
- 田園調布医師会（一般社団法人）
- 蒲田医師会（一般社団法人）
- 東京都北区医師会（一般社団法人）
- 豊島区医師会（公益社団法人）
- 板橋区医師会（公益社団法人）
- 練馬区医師会（一般社団法人）
- 西多摩医師会（一般社団法人）
- 北多摩医師会（一般社団法人）
- 調布市医師会（公益社団法人）
- 武蔵野市医師会（一般社団法人）
- 三鷹市医師会（公益社団法人）
- 府中市医師会（一般社団法人）
- 町田市医師会（一般社団法人）
- 小平市医師会（一般社団法人）
- 西東京市医師会（一般社団法人）
- 東久留米市医師会（一般社団法人）
- 稲城市医師会（一般社団法人）
- 八王子市医師会（一般社団法人）
- 日野市医師会（公益社団法人）
- 多摩市医師会（一般社団法人）
- 立川市医師会（一般社団法人）
- 小金井市医師会（一般社団法人）
- 小平市医師会（一般社団法人）
- 国分寺市医師会（一般社団法人）